# Дзикики, Альвизе
Альвизе Дзикики (итал. Alvise Zichichi; 4 июля 1938, Милан — 21 июня 2003, Рим) — итальянский шахматист, международный мастер (1977).
Чемпион Италии 1984 года.
В составе сборной Италии участвовал в семи шахматных олимпиадах (1966, 1968, 1970, 1974, 1980, 1984 и 1986 годов).

## Изменения рейтинга
| Графики недоступны из-за технических проблем. См. информацию на Фабрикаторе и на mediawiki.org. |